# Hugo Hildebrand Hildebrandsson

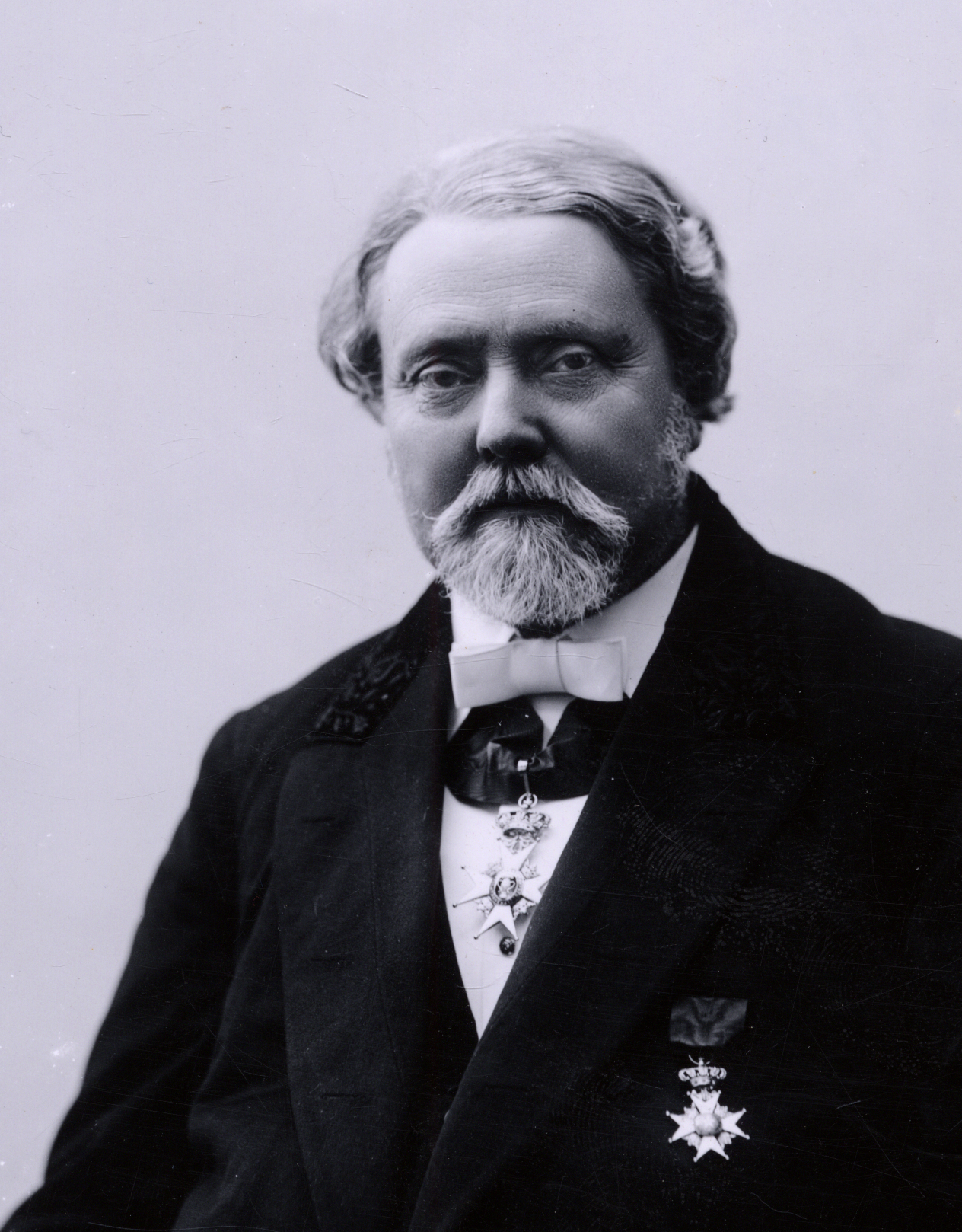
Hugo Hildebrand Hildebrandsson

Hugo Hildebrand Hildebrandsson (* 19. August 1838 in Stockholm; † 29. Juli 1925 in Uppsala) war ein schwedischer Meteorologe.
Von 1878 bis 1907 war er Professor an der Universität Uppsala.
1888 wurde er Mitglied der Schwedischen Akademie der Wissenschaften und war dort auch Mitglied des Nobelkomitees für Physik. Seit 1907 war er korrespondierendes Mitglied der Russischen Akademie der Wissenschaften in Sankt Petersburg. 1912 wurde er korrespondierendes Mitglied der Académie des sciences in Paris.
Hildebrandsson gilt als Entdecker der Southern Oscillation, dem erstmals Zusammenhänge der Luftdruckschwankungen zwischen Sydney und Buenos Aires aufgefallen waren. Ebenso maßgeblich war er an der Klassifizierung von Wolken beteiligt.

## Werke
- Őfversigt af den mekaniska värmetheoriens grundläggning, samt af de vigtigaste experimental-bestämningarna af värmets mekaniska eqvivalent: Akademisk-Afhandling. Edquist, 1866.
- Om organisationen af den meteorologiska verksamheten i Utlandet samt förstag till des ordnande i Sverige. 1869.
- Stormarna den 13de-21sta oktober 1869. Edquist & Berglund, 1870.
- Isförhållandena i Sverige under vintern 1870-71. Edquist & Berglund, 1872.
- Om åskvädren i Sverige år 1871. Edquist & Berglund, 1873.
- Sur la trombe près de Hallsberg le 18 août 1875. Berling, 1875.
- Essai sur les courants supérieurs de l'atmosphère dans leur relation aux lignes isobarométriques. Berling, 1875.
- Atlas des mouvements supérieurs de l'atmosphére. 1877.
- Sur la classification des nuages employée à l'observatoire météorologique d'Upsala. CJ Lundström, 1880.
- Några blad ur vår tids meteorologi. Vol. 28. Samson & Wallin, 1881.
- Sur la distribution des elements meteorologiques autour des minima et des maxima barometriques. Berling, 1883.
- Samling af bemärkelsedagar, tecken, märken, ordspråk och skrock rörande väderleken. 1883.
- The mean direction of cirrus clouds over Europe. In: Quarterly Journal of the Royal Meteorological Society 11.56. 1885, S. 287–291.
- Mohn, Henrick, and Hugo Hildebrand Hildebrandsson: Les orages dans la Péninsule Scandinave: présenté à la société Royale des Sciences d'Upsal le 12 Fevrier 1887. E. Berling, 1888.
- Hildebrandsson, Hugo Hildebrand, G. B. Neumayer, and Vladimir Peter Köppen: Wolken-Atlas. Atlas des nuages. Cloud-Atlas. Moln-Atlas. GW Seitz, 1890.
- Über den Werth der Messungen von Zugrichtung und Höhe der Wolken für die meteorologische Wissenschaft. Hammerich & Lesser, 1891.
- Hildebrandsson, Hugo Hildebrand, and Karl Leonard Hagström: Des principales méthodes employées pour observer et mesurer les nuages. Impr. H. Wretman, 1893.
- Filip° Akerblom, and Hugo Hildebrand Hildebrandsson: De l'emploi des photogrammètres pour mesurer la hauteur des nuages. 1894.
- Hellmann, Gustav, and Hugo Hildebrand Hildebrandsson: Quelques recherches sur les contres d'action de l'atmosphère: La pluie. Norstedt & Söner, 1899.
- Hellmann, Gustav, and Hugo Hildebrand Hildebrandsson: Rapport sur les observations internationales des nuages au Comité international météorologique par H. Hildebrand Hildebrandsson. Impr. Wretman, 1903.
- Hellmann, Gustav, and Hugo Hildebrand Hildebrandsson: Internationaler Meteorologischer Kodex. Behrend & Company, 1907.
- Les bases de la météorologie dynamique. Gauthier-Villars et fils, 1907.
- Hildebrandsson, Hugo Hildebrand, and G. Hellmann: Codex of Resolutions Adopted at International Meteorological Meetings, 1872-1907. HM Stationery Office, 1909.
- Hildebrandsson, Hugo Hildebrand, Albert Riggenbach, and Leon Philippe Teisserenc de Bort, eds: Internationaler Wolken-Atlas. Gauthier-Villars, 1910.
- Quelques recherches sur les centres d'action de l'atmosphère. Norstedt & Söner, 1914.
- Hildebrandsson, Hugo Hildebrand, and Sixten Samuelsson, eds: En bok om Värmland av värmlänningar. Vol. 1. Almquist & Wiksells boktr, 1917.
- Résultats des recherches empiriques sur les mouvements généraux de l'atmosphère. E. Berlings Boktryckeri, 1918.
- Hildebrandsson, Hugo Hildebrand, and Carl Wilhelm Oseen: Klingenstiernas levnad och verk: biografisk skildring utg. av K. Svenska vetenskapsakademien... Vol. 1. Almqvist & Wiksells boktryckeri-a.-b, 1919.
- Sur les variétés des cirrus. In: Geografiska annaler. 1922, S. 445–457.
- Sur quelques transformations des nuages. In: Geografiska annaler. 1924, S. 1–12.